# Моравский, Сергей Павлович
Сергей Павлович Моравский (1866, Киев — 1942, Ярославская область) — русский учёный, педагогический деятель.

## Биография
Родился в Киеве в семье врача. Окончил в 1885 году стипендиатом Коллегию Павла Галагана и поступил на Историко-филологический факультет Московского университета. Окончил университет в 1890 году с серебряной медалью и его оставили на кафедре всеобщей истории для подготовки к профессорской должности. В 1900 году был избран председателем Исторического отделения Педагогического общества Московского университета и Учебного отдела ОРТЗ. В 1903 году преподавал историю в Медведниковской гимназии. В 1904 году покидает пост председателя Исторического отделения. Один из авторов статей в «Энциклопедическом словаре Брокгауза и Ефрона».
В 1907 году принял приглашение приехать в Ростов, где был избран на пост директора строящейся там гимназии. Ему разрешили приглашать учителей по собственному усмотрению, чем он активно пользовался (по предложению учебного округа было принято только двое учителей). Является также одним из создателей Ростовского технического училища. С 1921 по 1922 год вёл историю Востока в появившемся в Ростове отделение Московского археологического института.
В 1923 году связи с болезнью покинул Ростов и переехал в Москву, где начал работать экономистом, библиографом, переводчиком в различных учреждениях. Участвовал в создании учебника «Всеобщая история». Умер в Борисоглебском районе Ярославской области в 1942 году.

## Память
- Улица С. П. Моравского в городе Ростове.

## Публикации
- С. П. Моравский. Средневековый идеалист (Людовик IX Святой). — Москва: Издательство Сытина, 1902.
- Н. Г. Тарасов, С. П. Моравский. Культурно-исторические картины из жизни западной Европы IV-XVIII веков. — Москва: Типография товарищества И.Н.Кушнерев и Ко, 1903. — 197 с. (переиздавалась 3 раза, в 1910, 1914 и 1924 годах)
- Книга для чтения по истории средних веков. — Москва: Издательство Сытина, 1913. — 448 с.

### Переводы
- Поль Гиро. Частная и общественная жизнь римлян. — Москва: Типография Вильде, 1913. — 608 с.
- Граков Б. Н, Моравский С. П., Неусыхин А. И. Древние германцы. — Москва: Соцэкгиз, 1937.
- Пти-Дютайи Ш. Феодальная монархия во Франции и в Англии X—XIII веков. — Москва: Соцэкгиз, 1938. — 419 с. — 10 000 экз.
  - Пти-Дютайи Ш. Феодальная монархия во Франции и в Англии X—XIII веков / Перевод с французского С. П. Моравского. — СПб.: Издательская группа «Евразия», 2001. — 448 с. — 2000 экз. — ISBN 5-8071-0086-7.
  - Пти-Дютайи Ш. Феодальная монархия во Франции и в Англии X-XIII веков / перевод с французского С. П. Моравского. — СПб.: Евразия, 2019. — 400 с. — 1000 экз. — ISBN 978-5-8071-0406-9.
- Ковалевский М. Очерк происхождения и развития семьи и собственности. Перевод с французского. — Москва: Соцэкгиз, 1939. — 187 с.
- М. Ж. Ролан де ла Платьер. Личные воспоминания. — Рыбинск, 2002. — 364 с.